# Dynastie Keita
 (juillet 2025).
- Si vous ne connaissez pas le sujet, laissez ce bandeau (vous pouvez alors contacter les auteurs).
- Si vous supprimez le contenu mis en cause (vous pouvez préalablement contacter les auteurs),

argumentez précisément cette suppression dans la page de discussion
(un manque de référence n'est pas un argument ; une recherche réelle de référence doit avoir été effectuée, être formellement documentée).

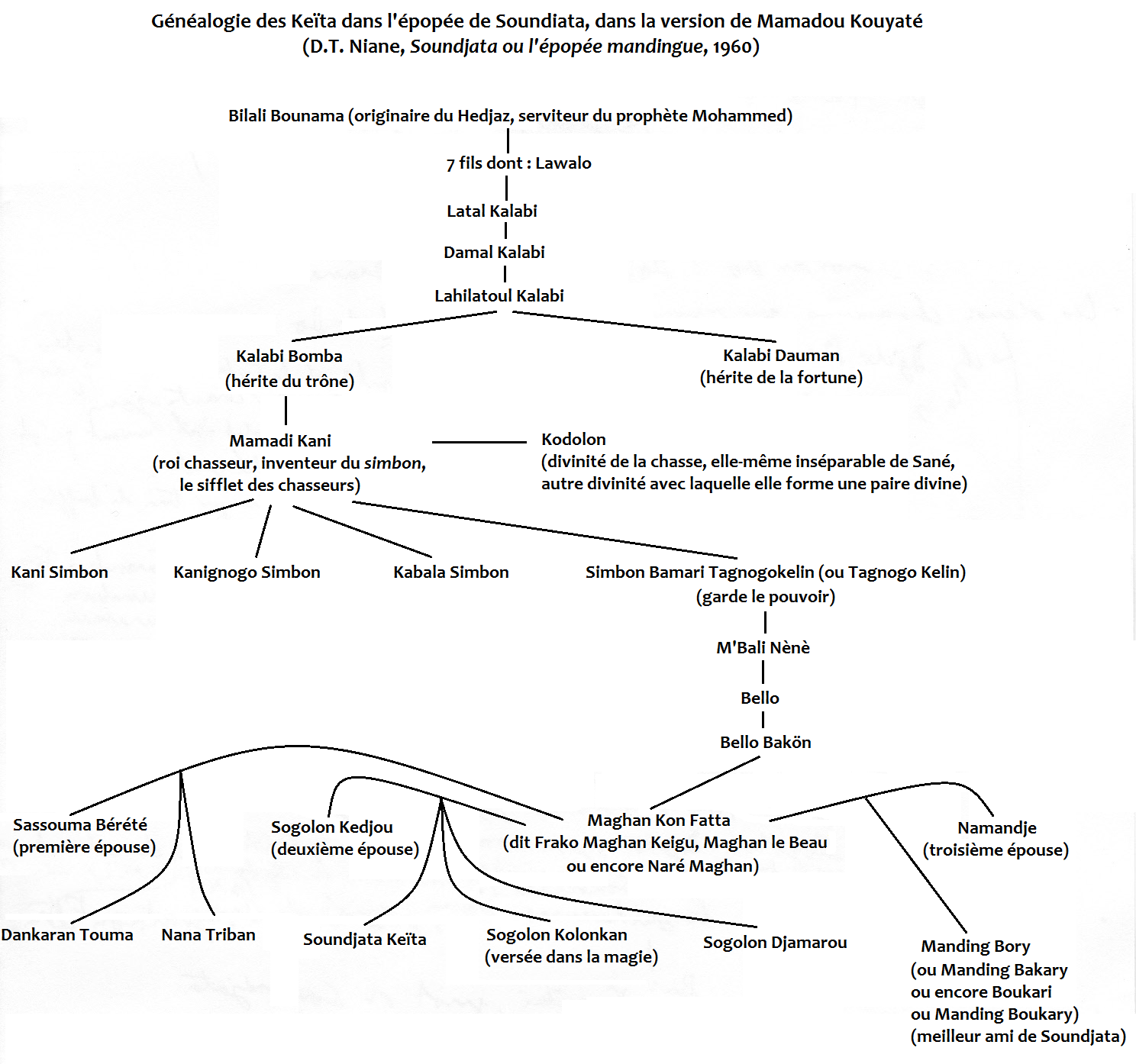
Arbre généalogique de la dynastie Keita.

Fondée par Soundiata Keita en 1235, qui fut le premier Mansa, ou « empereur », la dynastie Keita a marqué l'histoire avec des figures emblématiques comme Mansa Moussa qui monta sur le trône en 1312 et présida à l'apogée de l'empire du Mali. Cependant, après des siècles de grandeur, la dynastie a vu son dernier souverain régnant, Mahmud IV, régner jusqu'en 1610. Son règne fut marqué par la chute de l'Empire, entraînée par la défaite de la bataille de Djénné contre les forces marocaines en 1599, et accéléré à sa mort par des querelles dynastiques entre ses différents fils dans des luttes de succession qui aboutirent au morcellement définitif du territoire malien.
C'était une dynastie musulmane sunnite[Information douteuse], basée sur la jurisprudence malékite. La dynastie Keita prétend avoir comme ancêtre légendaire Bilal ibn Rabâh[Information douteuse] (en arabe : بِلَال ٱبْن رَبَاح / Bilāl ibn Rabāḥ), dit Al-Habashi (al-Ḥabašī, « l'Abyssin »,), qui était l'un des compagnons du prophète de l’islam, Mahomet. Il est né à La Mecque dans le Hejaz en 580 après J.-C Son père Rabah était un arabe du clan Banu Jumah, sa mère, Hamamah, était une ancienne princesse abyssine, correspondant à l'actuel Ethiopie, qui fût capturée après la tentative de destruction de la Kabaa par Abraha l'Abyssin et réduite en esclavage.
Bilal Bounama était un esclave affranchi qui a accepté l'Islam et est devenu l'un des sahabas du prophète Mahomet. Bilal porte la distinction d'être le premier muezzin de l'Islam. D'après les récits mandingues/bambara transmis par les djelis (chroniqueurs musulmans), Bilal eut sept fils, dont l'un s'installa en Manden (territoire traditionnel mandingue). Ce fils, Lawalo, avait un fils nommé Latal Kalabi, qui a plus tard engendré Damul Kalabi. C'est à travers Lahilatoul que le clan Keita devient une dynastie impériale régnante légitime avec la proclamation à Kouroukanfouga du titre de Mandé Massa en 1235 à Soundiata.
Il y aurait neuf faamas de Niani avant la fondation de l'empire du Mali. Son premier mansa serait Soundiata Keïta. C'est alors que Mari Jata est couronnée et que Keita devient un nom de clan. Quelques générations après lui, son petit-neveu, Mansa Musa Keita du Mali, a effectué un pèlerinage célébré à La Mecque qui a établi sa réputation d'homme le plus riche de son époque. La dynastie à laquelle il appartenait resta une grande puissance en Afrique de l'Ouest de 1235 jusqu'à l'éclatement de l'empire du Mali vers 1610. Des rivaux au sein du clan ont fondé des royaumes plus petits au sein du Mali et de la Guinée contemporains comme leurs majestés le royal Soumah Almamy du royaume de Kolisokho en Guinée maritime, l'Almamy de Kolisokho signifie le roi de Kolisokho qu'ils ont régné jusqu'en 1958, ils sont également l'une des principales branches des cadets de la dynastie impériale Keita. Aujourd'hui, le patronyme Keita appartient qu'à une seule famille royale en Afrique. Parmi les membres de ces « dynasties filles » modernes, le défunt et premier président de la république du Modibo Keita, le premier ministre Modibo Keïta, le musicien Salif Keita, le dernier président écarté du pouvoir par un coup d'état Ibrahim Boubacar Keita, sont sans doute les plus célèbres.

## Accession au trône de Mansa
L’empire du Mali était une confédération composée d'États tributaires et de provinces, chacune dirigée par des gouverneurs appelés « Farins » ou « Farba ». L'administration centrale était supervisée par un vizir, occupant le poste de premier ministre, tandis que l'empereur était assisté par un conseil des anciens, comprenant des chefs militaires, des personnalités civiles et des marabouts. Toutes les décisions politiques et administratives importantes étaient prises en concertation avec ce conseil.
L'accession au pouvoir impérial était possible au sein de la famille Keita par les moyens suivants ;
Appartenance à la Dynastie Keïta : Le prétendant devait être un membre de la famille royale Keïta. Cela impliquait d'appartenir à la lignée impériale, que ce soit par descendance masculine ou féminine. En d'autres termes, même si la succession était généralement réservée aux héritiers mâles, être un descendant direct de la famille royale par la lignée féminine était également accepté, comme le montre l'exemple du 5e Mansa Abu Bakr Keïta.
Adoubement par l'Assemblée constitutive (la Barga) : Une fois que le prétendant remplissait le premier critère, il devait être officiellement approuvé et adoubé par l'Assemblée constitutive, également connue sous le nom de Barga. Cette assemblée était composée des anciens, des sages, et des membres influents de la société, qui avaient le pouvoir de ratifier le choix du nouveau souverain. En résumé, la transmission du pouvoir se basait sur l'hérédité au sein de la dynastie Keïta tout en nécessitant une validation formelle par un conseil d'anciens, ce qui combinait à la fois une reconnaissance de lignée royale et une légitimation par le consensus des élites dirigeantes.
Le mode de succession au trône impérial de l'empire du Mali se distinguait nettement de la primogéniture mâle stricte observée dans les dynasties royales européennes. Plutôt que de suivre une ligne de succession exclusivement masculine, le système malien reposait sur une flexibilité qui permettait à un prétendant masculin de revendiquer le trône s'il appartenait à la lignée royale Keïta, que ce soit par la descendance masculine ou féminine.
Ce mode de transmission s'enracinait dans les traditions préislamiques du Mali. Cependant, il était marqué par des variations selon les époques et les circonstances. Par exemple, sous le règne de Kankou Moussa, le système de succession pouvait être influencé par des principes matrilinéaires, illustrant l'importance de la lignée maternelle dans certaines périodes. Le nom « Kankou Moussa », signifiant « Moussa, fils de Kankou Hamidou », reflétait cette structure matrilinéaire, les Malinkés de l'époque valorisant les ancêtres maternels. D'autres variantes du nom de Kankou Moussa incluent Kanga Moussa et Kankan Moussa. Ainsi, le mode de succession permettait aux prétendants masculins de monter sur le trône s'ils étaient membres de la famille Keïta, indépendamment de la lignée féminine. En revanche, bien que les femmes de la famille royale ne régnaient pas directement, leur statut de descendants directs était essentiel pour assurer la légitimité dynastique. Le trône était donc accessible par la descendance royale, que ce soit par ligne masculine ou féminine, mais toujours sous l'approbation finale de l'Assemblée constituante, la Barga.

## Chute de l'Empire et clans des Keita
De nos jours, les descendants de la dynastie Keïta se retrouvent dans plusieurs pays d'Afrique de l'Ouest, tels que la Côte d'Ivoire, la Guinée, le Burkina Faso et le Sénégal. Après la chute du dernier empereur connu, Mahmud IV, vers 1610, régnant sur la capitale finale supposée de l'Empire à Niani, les membres de la famille Keïta se sont répartis en différents clans. À cette époque, le titre de Mansa, autrefois associé à un véritable pouvoir impérial, est devenu purement honorifique, surtout après l'émergence de l'Empire songhaï.
Aujourd'hui, ces descendants continuent d'exister en tant que chefs traditionnels, responsables de la gestion des territoires d'origine des Keïta. Des assemblées de clans subsistent, composées de membres de la famille Keïta, dirigées par un ancien qui assume le rôle de leader de son clan. Ces assemblées se réunissent généralement une fois par mois pour aborder les divers problèmes de leur communauté. Ces chefs, comparables aux anciens « Mansa », convoquent des réunions semblables à celles de l’ancienne « Barga » pour traiter chaque question au cas par cas.
Cependant le simple patronyme Keita ne garantit pas forcément une appartenance à la lignée impériale originelle des Mansa. Les griots des Keïta, notamment les Kouyaté, jouent un rôle crucial en attestant l'authenticité de l'appartenance à cette lignée royale par la récitation des arbres généalogiques, confirmant ainsi les liens directs avec la lignée de Niani, dans la province de Siguiri.
Les descendants authentiques de la famille Keita, porteurs du patronyme ont le titre honorifique et symbolique de Mansaren pouvant se traduire comme « prince du Mandé » ou « descendants des rois du Mandé ». Plusieurs branches issues des fils du dernier Mansa Mahmud IV Keita subsistent et sont les ancêtres des Keita de actuels. La branche Keita de Kangaba est toujours de nos jours la gardienne du sanctuaire sacré du Kamablon et de la plaine de Kouroukanfouga, lieu de proclamation du titre d'empereur et d'édition de la Chartre du Mandé.

## Les ancêtres
(juillet 2025).
- Si vous ne connaissez pas le sujet, laissez ce bandeau (vous pouvez alors contacter les auteurs).
- Si vous supprimez le contenu mis en cause (vous pouvez préalablement contacter les auteurs),

argumentez précisément cette suppression dans la page de discussion
(un manque de référence n'est pas un argument ; une recherche réelle de référence doit avoir été effectuée, être formellement documentée).
| Période de temps | Personne       | Remarques |
| ---------------- | -------------- | --- |
| b. 580-d. 640    | Bilali Bounama | Ancêtre des Keitas,[Information douteuse] compagnon (sahaba) du prophète Mahomet                                                                                                 |
|                  | Lawalo Keita   | Fils de Bilali Bounama et Hala Bint Awf (sœur de 'Abd al-Rahman ibn 'Awf l' homme le plus riche de La Mecque). Quitte la Mecque et émigre à Manden (Mali).[Information douteuse] |
|                  | Kalabi latéral | Fils de Lawalo Keita[Information douteuse] |
|                  | Damoul Kalabi  | Fils de Latal Kalabi[Information douteuse] |

## Liste desfaamasroyaux du Manden (capitale —Kangaba)
(juillet 2025).
- Si vous ne connaissez pas le sujet, laissez ce bandeau (vous pouvez alors contacter les auteurs).
- Si vous supprimez le contenu mis en cause (vous pouvez préalablement contacter les auteurs),

argumentez précisément cette suppression dans la page de discussion
(un manque de référence n'est pas un argument ; une recherche réelle de référence doit avoir été effectuée, être formellement documentée).
| Mandat  | Titulaire                                                                                | Remarques |
| ------- | ---------------------------------------------------------------------------------------- | --- |
|         | Lahilatoul Kalabi                                                                        | Fils de Damul Kalabi. Premier prince d'Afrique subsaharienne à accomplir un hajj ; volé dans le désert, revenu après 7 ans.[Information douteuse]                  |
|         | Kalabi Bomba                                                                             | Fils de Lahilatoul Kalabi[Information douteuse] |
|         | Kalabi Dauman                                                                            | Fils cadet de Lahilatoul Kalabi. Fortune privilégiée, ancêtre des commerçants.[Information douteuse]                                                               |
| c. 1050 | Mamadi Kani                                                                              | Fils de Kalabi Bomba.[Information douteuse] Le roi chasseur, inventeur du sifflet du chasseur, communiquait avec le djinn de la brousse, aimé de Kondolon Ni Sané. |
|         | Sané Kani Simbon, Kamignogo Simbon, Kabala Simbon et Bamari Tagnogokelin Simbon ensemble | Les quatre fils de Mamadi Kani. |
|         | Bamari Tagnogokelin                                                                      | |
| 1175—?  | M'Bali Néné                                                                              | Fils de Bamari Tagnogokelin |
|         | Bello                                                                                    | Fils de Bamari Tagnogokelin |

## Liste desfaamasroyaux du Manden (capitale — Dodugu)
| Mandat         | Titulaire        | Remarques                                                                                 |
| -------------- | ---------------- | ----------------------------------------------------------------------------------------- |
| ?—1200s        | Bello Bakon      | Fils de Bello                                                                             |
| 1200s-1218     | Maghan Kon Fatta | Fils de Bello Bakon                                                                       |
| 1218—vers 1230 | Dankaran Touman  | Fils de Maghan Kon Fatta. Niani conquis par l'empire de Sosso sous le roi Soumaoro Kanté. |

## Liste desmansasimpériaux du Mali (capitale —Niani)
| Règne               | Titulaire                                                        | Remarques                                              |
| ------------------- | ---------------------------------------------------------------- | ------------------------------------------------------ |
| 1235-1255           | Mari Djata I (plus tard nommé Soundiata Keita I)                 | Fils de Manghan Kon Fatta, ancêtre du clan Bani Djata. |
| 1255—1270           | Uli Keïta I Ibn Djata                                            | Fils de Mari Djata I, ancêtre du clan Bani Djata.      |
| 1270-1274           | Wati Keïta                                                       |                                                        |
| 1274-1275           | Khalifa Keïta                                                    |                                                        |
| 1275-1285           | Abubakari Keita I                                                |                                                        |
| 1285-1300           | Sakura                                                           | Usurpateur                                             |
| 1300—1305           | Gao Keïta                                                        |                                                        |
| 1305-1312           | Mohammed ibn Gao Keïta                                           |                                                        |
| 1312-1337           | Mansa Musa Keita I                                               |                                                        |
| 1337-1341           | Maghan Keita I                                                   |                                                        |
| 1341-1360           | Souleyman Keïta                                                  |                                                        |
| 1360                | Camba Keïta                                                      |                                                        |
| 1360-1374           | Mari Djata Keïta II                                              |                                                        |
| 1374-1387           | Musa Keïta II                                                    |                                                        |
| 1387-1389           | Maghan Keïta II                                                  |                                                        |
| 1389-1390           | Sandaki                                                          | Usurpateur                                             |
| 1390—1404           | Maghan Keïta III (également connu sous le nom de Mahmud Keita I) |                                                        |
| 1404-c. 1440        | Musa Keïta III                                                   |                                                        |
| vers 1460-1480/1481 | Uli Keïta II                                                     |                                                        |
| 1480/1481—1496      | Mahmud Keïta II (également connu sous le nom de Mamadou Keita)   |                                                        |
| 1496-1559           | Mahmud Keïta III                                                 |                                                        |
| 1559—c.1590         | Mansa ou poste vacant inconnu                                    |                                                        |
| c.1590—c.1610       | Mahmud Keïta IV                                                  | L'empire s'effondre après la mort de Mahmud Keita IV.  |

## Liste des mansaspost-impériaux du Mali (capitale —Kangaba)
| Règne         | Titulaire                | Remarques                                                                            |
| ------------- | ------------------------ | ------------------------------------------------------------------------------------ |
| c.1610—c.1660 | Nombre inconnu de mansas |                                                                                      |
| c.1660—c.1670 | Maman Maghan             | La capitale s'est déplacée de Niani à Kangaba après une attaque bâclée contre Ségou. |